# Lammassaari (ö i Lappland, Kemi-Torneå, lat 66,17, long 25,39)
Lammassaari är en ö i Finland. Den ligger i vattendraget Vähäjoki och i kommunen Tervola i den ekonomiska regionen  Kemi-Torneå  och landskapet Lappland, i den norra delen av landet, 700 km norr om huvudstaden Helsingfors. Öns area är 0,6 hektar och dess största längd är 150 meter i öst-västlig riktning.